# Мокшинское сельское поселение
Мо́кшинское се́льское поселе́ние — муниципальное образование в Конаковском районе Тверской области в 2006—2011 годах. Законом Тверской области объединены Завидовское и Мокшинское сельские поселения. Новое поселение получило название Сельское поселение Завидово, но административным центром стала деревня Мокшино.

## Большое Завидово
Существует проект  (недоступная ссылка), по которому вся территория бывшего поселения будет мини-городом повышенной комфортности на 30 тысяч жителей (Большое Завидово).

## Экономика
В недавнее время основу экономики составляла Завидовская птицефабрика, которая была разорена, а земли поселения распроданы. На данный момент на территории поселения застраивается береговая линия, яхт-клуб, гольф поля. Местное население вынуждено уезжать из поселения в поисках работы.

## Население
По переписи 2002 года — 2521 человек, на 01.01.2008 — 2485 человека.

## Состав поселения
На территории поселения находились 6 населённых пунктов:
| № | Тип нп | Название      | Население (2008 год) |
| - | ------ | ------------- | -------------------- |
| 1 | дер.   | Мокшино       | 2232                 |
| 2 | дер.   | Архангельское | 17                   |
| 3 | дер.   | Безбородово   | 150                  |
| 4 | дер.   | Вараксино     | 25                   |
| 5 | дер.   | Демидово      | 46                   |
| 6 | дер.   | Кабаново      | 15                   |

### Бывшие населенные пункты
При создании Иваньковского водохранилища (1936—1937 годы) затоплены (переселены) деревни Вараксино и Потанщина.

## История
До 1929 года территория поселения относилась к Клинскому уезду Московской губернии. После ликвидации губерний в составе Московской области был образован Завидовский район c центром в посёлке Ново-Завидовский. В 1935 году Завидовский район вошел в Калининскую область, а в 1960 году Завидовский район ликвидирован (присоединен к Конаковскому району). В 1963—1965 годах территория поселения входила в Калининский район.